# La Brea (distrito)
La Brea é um distrito do Peru, departamento de Piura, localizada na província de Talara.

## Transporte
O distrito de La Brea é servido pela seguinte rodovia:
- PE-1N, que liga o distrito de Aguas Verdes (Região de Tumbes - Ponte Huaquillas/Aguas Verdes (Fronteira Equador-Peru) - e a rodovia equatoriana E50 - à cidade de Lima (Província de Lima)
- PI-101, que liga a cidade de Pariñas ao distrito de Paita [1][2][3]